# Георги Кочорашвили
Георги Кочорашвили (груз. გიორგი ქოჩორაშვილი; Тбилиси, Грузија, 29. јуна 1999) је грузијски професионални фудбалер који игра на позицији централног везног за шпански клуб ФК Леванте и репрезентацију Грузије.

## Клубска каријера
Рођен у Тбилисију, Кочорашвили је играо омладински фудбал за ФК Сабуртало Тбилиси. За први тим је дебитовао 23. јула 2017. године, одигравши последњих 16 минута у поразу код куће резултатом 2-1 против Торпеда Кутаисија.
У августу 2017, Кочорашвили је позајмљен ФК Ђирони на две године и распоређен је у омладински састав. 26. јуна следеће године, након што је завршио формацију, распоређен је у фармски тим у Segunda División B. 
Дана 19. јула 2019, након што је Сабуртало одбио понуду Ђироне,  Кочорашвили је потписао трогодишњи уговор са ФК Левантеом, одмах распоређен у резерве такође у трећој лиги. За свој први тим – и Ла Лигу – дебитовао је 12. јула следеће године, ушавши као касна замена за Рубена Рочине у поразу код куће резултатом 2–1 од ФК Атлетик Билбаа. 
Дана 30. августа 2022, Кочорашвили је позајмљен екипи шпанске фудбалске лиге Primera Federación, CD Castellón на сезону.

## Међународна каријера
Кочорашвили је представљао Фудбалску репрезентацију Грузије на нивоу испод 19, испод 21 године и апсолутном нивоу. За сениорски тим је дебитовао 12. септембра 2023. у поразу од Фудбалске репрезентације Норвешке резултатом 2–1. 
Кочорашвили је учествовао у обе утакмице плеј-офа за УЕФА Европско првенство 2024. године, остваривши конверзију са места у извођењу пенала против Фудбалске репрезентације Грчке 26. марта 2024. 
У лето 2024. године, Кочорашвили је изабран да представља Грузију на Еуру 2024, који је био први међународни турнир нације као независне земље. У првом мечу нације против Турске, Кочорашвили је асистирао Жоржу Микаутадзеу у 32. минуту центаршутом у казнени простор - првим голом Грузије на међународном турниру. 

## Статистика каријере

### Клуб
Ажурирано до утакмице одигране 26. маја 2024.
| Клуб                     | Сезона            | Првенство                    | Првенство | Првенство | Национални куп | Национални куп | Континентални куп | Континентални куп | Остало  | Остало | Укупно  | Укупно |
| Клуб                     | Сезона            | Лига                         | Наступи   | Голови    | Наступи        | Голови         | Наступи           | Голови            | Наступи | Голови | Наступи | Голови |
| ------------------------ | ----------------- | ---------------------------- | --------- | --------- | -------------- | -------------- | ----------------- | ----------------- | ------- | ------ | ------- | ------ |
| ФК Сабуртало Тбилиси     | 2017.             | Прва лига Грузије у фудбалу  | 2         | 0         | –              | –              | –                 | –                 | –       | –      | 2       | 0      |
| Peralada (позајмица)     | 2018–19.          | Segunda División B           | 28        | 0         | –              | –              | –                 | –                 | –       | –      | 28      | 2      |
| Levante B                | 2019–20.          | Segunda División B           | 15        | 1         | –              | –              | –                 | –                 | –       | –      | 15      | 1      |
| Levante B                | 2020–21.          | Segunda División             | 16        | 0         | –              | –              | –                 | –                 | –       | –      | 16      | 0      |
| Levante B                | 2021–22.          | Primera Federación           | 13        | 2         | –              | –              | –                 | –                 | –       | –      | 13      | 2      |
| Levante B                | Укупно            | Укупно                       | 44        | 3         | 0              | 0              | 0                 | 0                 | 0       | 0      | 44      | 3      |
| ФК Леванте               | 2019–20           | Ла лига                      | 1         | 0         | –              | –              | –                 | –                 | –       | –      | 1       | 0      |
| ФК Леванте               | 2020–21.          | Ла лига                      | 3         | 0         | 2              | 1              | –                 | –                 | –       | –      | 5       | 1      |
| ФК Леванте               | 2023–24.          | Друга лига Шпаније у фудбалу | 24        | 2         | 1              | 0              | –                 | –                 | –       | –      | 25      | 2      |
| ФК Леванте               | Укупно            | Укупно                       | 28        | 2         | 3              | 1              | 0                 | 0                 | 0       | 0      | 31      | 3      |
| CD Castellón (позајмица) | 2022–23.          | Primera Federación           | 40        | 4         | –              | –              | –                 | –                 | –       | –      | 40      | 4      |
| Укупно у каријери        | Укупно у каријери | Укупно у каријери            | 142       | 9         | 3              | 1              | 0                 | 0                 | 0       | 0      | 145     | 10     |

Ажурирано до утакмице одигране 22. јуна 2024.
| национални тим | Година | Наступи | Голови |
| -------------- | ------ | ------- | ------ |
| Грузија        | 2023.  | 5       | 0      |
| Грузија        | 2024.  | 5       | 0      |
| Укупно         | Укупно | 10      | 0      |